# Øystre Slidre
Øystre Slidre è un comune norvegese della contea di Innlandet. Nel comune si trova la località sciistica di Beitostølen.

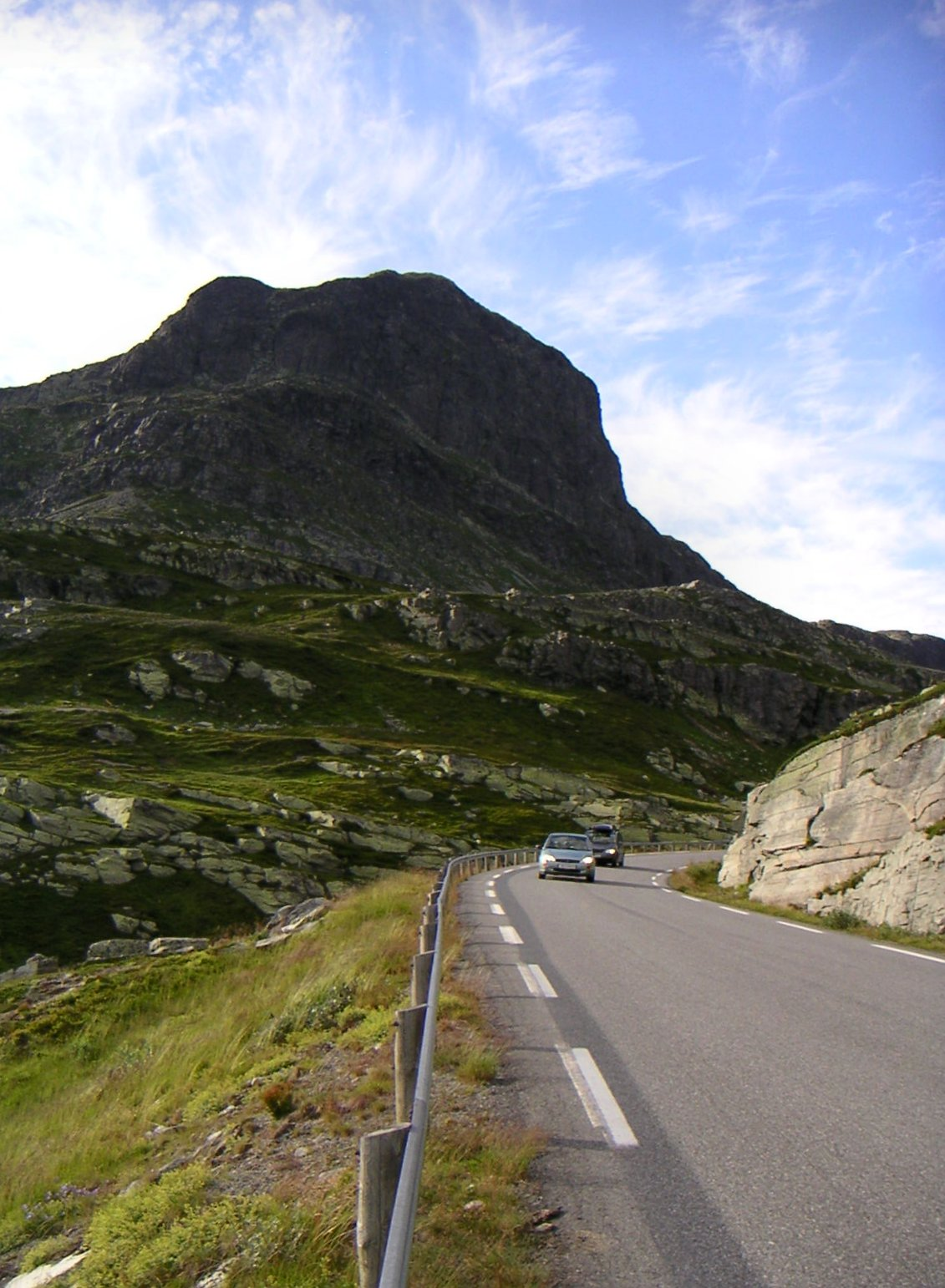
Paesaggio nel territorio comunale